# 布罗卡特语
布罗卡特语(宗喀语：བྲོཀ་ཁ་；威利转写：Brok-kha)是一种濒危南部藏语群语言，使用人数约300人，分布在不丹中部布姆唐宗布姆唐河谷Dhur村。 布罗卡特语由放牧牦牛的部落使用。